# Mariene ecoregio Grote Antillen
De Mariene ecoregio Grote Antillen (65) (Engels: Greater Antilles marine ecoregion) is een biogeografische regio en ligt in het westen van de Atlantische Oceaan in de Mariene provincie Tropische Noordwestelijke Atlantische Oceaan (12) in het Marien rijk Tropische Atlantische Oceaan. De mariene ecoregio is vastgesteld door het World Wide Fund for Nature en The Nature Conservancy en is vernoemd naar de Grote Antillen.
In het noorden grenst het gebied aan de mariene ecoregio Bahama's (63), in het oosten aan de mariene ecoregio Oostelijke Caraïben (64), in het zuidoosten aan de mariene ecoregio Zuidelijke Caraïben (66), in het zuiden aan de mariene ecoregio Zuidwestelijke Caraïben (67), in het westen aan de mariene ecoregio Westelijke Caraïben (68) en in het noordwesten aan de mariene ecoregio Zuidelijke Golf van Mexico (69) en de mariene ecoregio Florida (70).

## Geografie
De mariene ecoregio ligt in het westen van de Atlantische Oceaan rond Cuba, Jamaica, Haïti, de Dominicaanse Republiek en Puerto Rico. Het grootste gedeelte ligt in de Caraïbische Zee, een kleiner deel in de Straat Yucatán, Golf van Mexico en de noordkust van de Grote Antillen.
Door het gebied stroomt de Caraïbenstroom aan de zuidkust van de eilanden en langs noordkust de Antillenstroom en langs de noordwestkust van Cuba de Floridastroom.

## Biogeografie
Het gebied kent zeeleven dat houdt van tropische temperaturen.